# Zwarte steen van Emesa
In Rome werd in de derde eeuw n.chr. een zwarte steen vereerd.
De steen was opgesteld in de Tempel van Elagabal die werd gebouwd in opdracht van keizer Heliogabalus. Deze uit Syrië afkomstige keizer was een priester van de zonnegod El Gebal. Nadat hij op jonge leeftijd in Rome aan de macht was gekomen, probeerde hij zijn zonnegod onder de Latijnse naam Deus Sol Invictus tot Romeins oppergod te promoveren. Ter ere van El Gebal liet Heliogabalus daarom een grote tempel bouwen op de Palatijn, die in 221 werd ingewijd. In de tempel stond behalve twee beelden van godinnen een grote zwarte steen.
Heliogabalus liet de heilige zwarte steen van Emesa waarmee El Gebal werd vereerd, met veel ceremonie uit Syrië overbrengen en in de tempel plaatsen.
Op munten met de tekst INVICTVS SACERDOS AVG, SACERD DEI SOLIS ELAGAB of SVMMVS SACERDOS AVG is de steen afgebeeld. De steen is op de munten conisch en zij wordt door parasols beschut. De steen werd, wanneer we op de munten afgaan, op een houder in de vorm van een adelaar geplaatst en op een door vier paarden getrokken kar vervoerd. Er zijn ook munten, meest denarii met afbeeldingen van de steen in een tempel of met een met sterren versierde steen.
De tempel is verwoest; er zijn nog weinig resten van bewaard. De steen is verloren gegaan.